# Las pícaras
Las pícaras fue una miniserie de televisión, estrenada por Televisión española en 1983. El presupuesto medio de los episodios era de 26 529 623 pesetas.

## Argumento
La serie recrea en cada uno de sus episodios, otras tantas obras del género de Novela picaresca de la literatura española del Siglo de Oro, si bien cargando las tintas en los aspectos eróticos y amorosos.

## Listado de episodios
- La tía fingida, de Miguel de Cervantes - 8 de abril de 1983
  - Lola Forner
  - Emilio Gutiérrez Caba
  - Fiorella Faltoyano
  - Dirección: Antonio del Real

- La garduña de Sevilla, de Alonso de Castillo Solórzano - 15 de abril de 1983
  - Amparo Muñoz
  - Pedro Mari Sánchez
  - Fernando Fernán Gómez
  - Ángel de Andrés
  - Carla Duval
  - Dirección: Francisco Lara Palop

- La viuda valenciana, de Lope de Vega - 22 de abril de 1983
  - Cristina Marsillach
  - Francisco Cecilio
  - Teresa del Río
  - Antonio Iranzo
  - Luis Lorenzo
  - Alfredo Mañas
  - José Vivó
  - Dirección: Francisco Regueiro

- La Pícara Justina, de Francisco López de Úbeda- 29 de abril de 1983
  - Ana Obregón
  - Patxi Andión
  - Dirección: José María Gutiérrez

- La lozana andaluza, de Francisco Delicado - 6 de mayo de 1983
  - Norma Duval
  - Valentín Paredes
  - Florinda Chico
  - Mario Pardo
  - Tomás Zori
  - Paco Maldonado
  - Dirección: Chumy Chúmez

- La hija de Celestina, de Salas Barbadillo - 13 de mayo de 1983
  - Victoria Vera
  - Máximo Valverde
  - Queta Claver
  - Daniel Dicenta
  - Luis Escobar
  - Alfredo Mayo
  - Dirección: Angelino Fons